# Geoffroi de Vayrols
Geoffroi de Vayrols, mort le 10 mars 1376 à Toulouse, est un prélat français du début du XIVe siècle, évêque de Lausanne (1342-1347), puis de Carpentras (1347-1356)  et de Carcassonne (1358-1361) et finalement archevêque de Toulouse (1361-1376). 

## Biographie
Geoffroi de Vayrols est un homme issu d'une famille noble de Cahors dans le Quercy. Il est nommé évêque de  Lausanne en 1342 par le nouveau pape Clément VI le Magnifique qui voulait ainsi récompenser un de ses fidèles. Dans cet évêché, l'événement principal fut la conclusion d'un accord en 1344 avec le baron de Vaud Louis II de Savoie en tant qu'ami et allié, lui  cédant la moitié de son temporel contre son engagement à assurer la défense militaire du domaine ecclésiastique. Dès lors, un bailli commun est nommé et les Lausannois font leur service militaire pour le compte de la baronnie de Vaud. Il se fait remplacer pour la visite diocésaine de 1346.
À partir de 1347, il est évêque de Carpentras et se rapproche ainsi du pape qui résidait alors à Avignon.
En 1358, il est évêque de Carcassonne avant sa nomination à l'archevêché de Toulouse en 1361. Son grand vicaire emprisonné par les magistrats de la ville, la ville est mise en interdit en 1368. En 1369 a lieu la translation du corps de Thomas d'Aquin au couvent des dominicains de Toulouse, en présence notamment du duc d'Anjou, oncle du roi. Geoffroi approuve aussi l'établissement d'un couvent de religieuses dominicaines à Toulouse en 1373.

### Sources
- de Vayrols dans Jean-Baptiste Vidaillet, Biographie des hommes célèbres du département du Lot, ou Galerie historique des personnages mémorables auxquels ce département a donné le jour, page 432, 1827.